# Panton Raya (Blang Pidie)
Panton Raya is een bestuurslaag in het regentschap Aceh Barat Daya van de provincie Atjeh, Indonesië. Panton Raya telt 248 inwoners (volkstelling 2010).